# Zweigstrecke Cresswell–Cheadle
| Bau des Tunnels in den 1890er Jahren |                                      |                                           |                                           |
| Ordnance-Survey-Karte der ehemaligen Tunnelstrecke und der Umfahrung, 1937–1949 |                                      |                                           |                                           |
| Spurweite: | Erst 1435 mm Im Tunnel später 914 mm |                                           |                                           |
| |                                      |                                           |                                           |
| \| \| \| Cheadle \| 1963 stillgelegt \| \| \| \| \| \| \| \| \| Draycott Cross Tunnel \| 1933 stillgelegt \| \| \| \| \| \| \| \| \| Tean (früher Totmonslow) \| 1953 geschlossen \| \| \| \| Cresswell auf der Bahnstrecke Crewe–Derby \| \| |                                      |                                           |                                           |
| Haltepunkt / Haltestelle Streckenanfang (Strecke außer Betrieb) |                                      | Cheadle                                   | 1963 stillgelegt                          |
| |                                      |                                           |                                           |
| Tunnel · Strecke |                                      | Draycott Cross Tunnel                     | 1933 stillgelegt                          |
| |                                      |                                           |                                           |
| Haltepunkt / Haltestelle (Strecke außer Betrieb) |                                      | Tean (früher Totmonslow)                  | 1953 geschlossen                          |
| Haltepunkt / Haltestelle quer · Abzweig quer und ehemals nach rechts |                                      | Cresswell auf der Bahnstrecke Crewe–Derby | Cresswell auf der Bahnstrecke Crewe–Derby |

Die Zweigstrecke Cresswell–Cheadle (englisch Cheadle Branch Line) war eine von 1892 bis 1963 für den Personenverkehr und bis 1986 für den Güterverkehr betriebene 4 Meilen (6,4 Kilometer) lange normalspurige Bahnstrecke in Staffordshire.

## Planung und Bau
Die ersten Pläne für die Strecke stammen von 1849, aber erst 1887 wurde die Cheadle Railway, Mineral & Land Co. Ltd gegründet, und im darauffolgenden Jahr begann der Bau der Strecke: Der erste Spatenstich wurde am 22. März 1888 in Totmonslow vollzogen. Aufgrund von finanziellen Problemen wurde die erste Streckenabschnitt von Cresswell nach Totmonslow erst am 7. November 1892 eröffnet. Der erste Zug fuhr von Totmonslow über die der Potteries Loop Line nach Tunstall, und der Linienverkehr wurde für fast die gesamte Betriebsdauer der Zweigstrecke jeweils bis dorthin durchgeführt.
Mit dem Bau der Verlängerung nach Cheadle wurde 1893 begonnen. In Draycott wurde eine neue Zeche namens New Haden Colliery eröffnet, wohin zu diesem Zeitpunkt bereits eine Verlängerung der Strecke für den Güterverkehr in Betrieb genommen worden war. Für den neuen Streckenabschnitt wurde unter großen Schwierigkeiten ein Tunnel gebaut. Dieser durchquerte einen Höhenrücken aus Sandstein, ehe er nach Osten abbog und zu einer Haltestelle am südlichen Stadtrand von Cheadle führte. Der neue Abschnitt war auch mit finanziellen Problemen behaftet, und die Linie wurde erst am 1. Januar 1901 vollständig eröffnet.
Im Dezember 1906 wurde die Station Totmonslow in Tean umbenannt, obwohl das Dorf Upper Tean eine Meile östlich lag. Am 1. Januar 1907 erbte die North Staffordshire Railway die Strecke von der Cheadle Railway Company; Bis zu diesem Zeitpunkt hatten sie nur die Beförderungsdienstleistungen erbracht, waren aber nicht der Eigentümer der Strecke.

## Bau der Tunnelumfahrung
Die Probleme mit dem Unterhalt des Tunnels begannen nahezu zeitgleich mit seiner Fertigstellung. Einige Stellen mussten abgestützt werden. Im November 1918 kollabierte ein Teil des Tunnels, woraufhin die Strecke für nahezu einen Monat nicht betrieben werden konnte. Während der Reparatur-Bauarbeiten konnten die mit Kohle beladenen Güterwagen von einer Lokomotive unter ein Gerüst geschoben werden, auf dem die Bauarbeiter die Reparaturen durchführten. Diese konnten dann mit einer anderen Lokomotive von der anderen Seite herausgezogen werden, da das Gerüst nur hoch genug für die Wagen nicht aber für die Lokomotiven war.
Nachdem die North Staffordshire Railway 1923 aufgrund des Railways Act 1921 in die London, Midland and Scottish Railway integriert worden war, traten die Probleme mit dem Tunnel noch häufiger auf. 1932 wurde schließlich mit dem Bau einer neuen Umfahrungsstrecke begonnen. Diese umrundete die Anhöhe im Osten mündete in der Nähe der Haltestelle Cheadle wieder in die alten Trasse ein. Die neue Umfahrungsstrecke wurde 1933 eröffnet.
Zu Beginn des Zweiten Weltkrieges gab es nur noch zwei Personenzüge pro Tag und fünf am Samstag verlegt. 1943 wurde die New Haden Colliery vom Brennstoff- und Energieministerium geschlossen, um die 500 Bergleute zur Unterstützung der Kriegsanstrengungen in effizientere Gruben zu verlegen, so dass das Güterverkehrsaufkommen um 3000 Tonnen pro Woche sank. Eine an die Zeche angrenzende Ziegelei sowie ein zunehmender Sandverkehr aus nahe gelegenen Sandgruben, die hauptsächlich auf der Straße nach Cheadle geliefert wurden, waren weiterhin Kunden der Eisenbahn.

## Nutzung des Tunnels als Kohlezeche
Die Tunnelportale wurden zugemauert und die Strecke aus dem Süden wurde bald danach abgebaut, aber der nördliche Abschnitt der alten Linie blieb als Rangiergleis zur New Haden Colliery erhalten. Alle Züge von und zur Kohlezeche mussten daher ab Cheadle rückwärts fahren.
Das südliche Portal wurde als kleine private Zeche genutzt, die von 1983 bis 1991 betrieben wurde. Bevor das Portal zugemauert und mit einem verschlossenen Tor abgesichert wurde, verblieb ein Großteil der Bergwerksausrüstung im Tunnel. Nach mehren, im Internet dokumentierten Urban-Explorer-Einbrüchen, wurde das Südportal aus Sicherheitsgründen mit einer Betonmauer abgesperrt.

## Betrieb durch British Railways
Wie bei vielen anderen Eisenbahnen in der Grafschaft schrumpfte die Zahl der Fahrgäste in den fünfziger Jahren und einige Linien wurden geschlossen, aber die Zweigstrecke nach Cheadle überlebte, obwohl an den Wochentagen nur drei Personenzüge und je ein Güterzug in jede Fahrtrichtung eingesetzt wurden. Die Haltestelle Tean wurde am unter British Railways am 1. Juni 1953 geschlossen. Vor diesem Zeitpunkt war deren Status bereits zu einem unbesetzten Haltepunkt reduziert worden. Dieseltriebzüge ersetzten 1958 die von Dampflokomotiven gezogenen Züge auf der Loop Line, was jedoch den Rückgang der Fahrgastzahlen kaum aufhalten konnte. Zum Zeitpunkt der Beeching-Axt war bereits geplant, den Personentransport einzustellen, so dass der letzte Personenzug am Samstag, den 17. Juni 1963 auf der Strecke um 17:07 Uhr ab Cheadle losfuhr. Die letzten Arbeiten waren.
Der Güterverkehr zum nahegelegenen Steinbruch dauerte bis 1978, als der Vertrag für den Güterverkehr auslief. Von da diente der Güterverkehr ausschließlich dem Eisenbahnbau bestimmt, und der letzte Zug wurde 1986 betrieben.

## Wiederinbetriebnahme

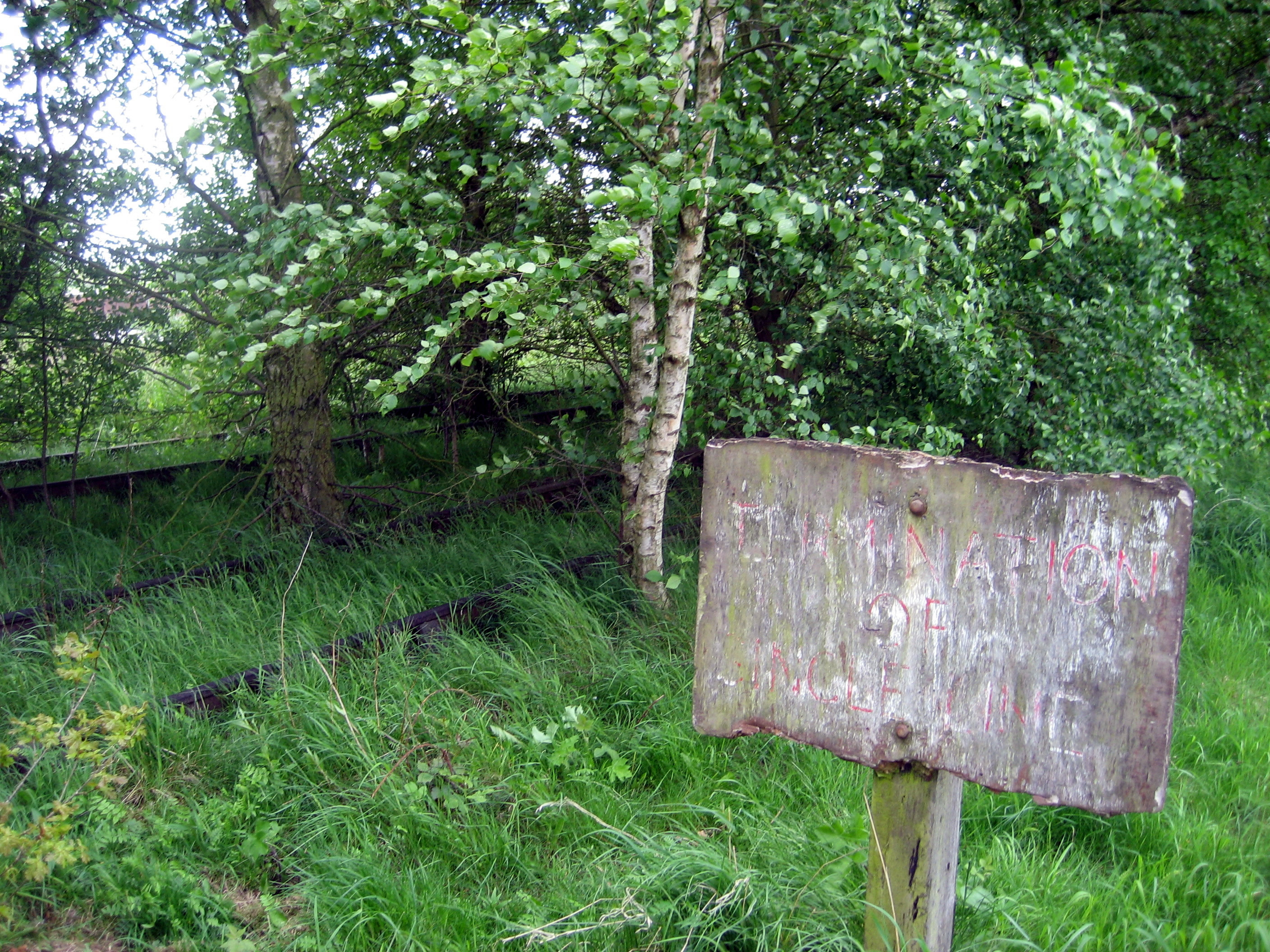
Überwachsene Gleise bei Cresswell

Nach einer Stilllegung von fast 22 Jahren fuhr, als am 28. März 1985 die InterCity Charter Train Unit ins Leben gerufen wurde, wieder ein Personenzug, der aus mehreren Pullman-Wagen bestand, nach Cheadle, von wo aus die Fahrgäste per Bus nach Alton Towers gebracht wurden. Pläne für einen regelmäßigen Service, um die Besucher des Parks auf der Schiene zu transportieren, ließen sich aber nicht verwirklichen, und die Strecke blieb daraufhin wieder ungenutzt. Der letzte Zug nach Cheadle war ein Unkrautvernichtungszug im Sommer 1985.
Heute ist der größte Teil der Trasse stark überwachsen, aber immer noch frei von Bebauung, mit Ausnahme der letzten 400 Meter, die 1994 abgebaut wurden, um Platz für eine neue Wohnsiedlung zu schaffen. Das nördliche Portal des Der Tunnel wurde bei Tagebauaktivitäten zugeschüttet.
Im Oktober 2011 gründeten die Moorland & City Railways ein Unternehmen, um die Möglichkeit einer Wiedereröffnung der Linie zu prüfen. Die Strecke wurde von der Network Rail geleast und im März 2012 wurden überhängende Bäume zurückgeschnitten. Die verbleibende Strecke wurde abgebaut, nachdem sich herausgestellt hatte, dass bis Weihnachten 2011 etwa 600 Meter Gleise gestohlen worden waren. Die Trasse könnte bis zu einer Entscheidung über die Zukunft der Strecke als Fuß- und Radweg genutzt werden.